# Niepars
Niepars ist eine Gemeinde im Landkreis Vorpommern-Rügen in Mecklenburg-Vorpommern (Deutschland). Sie ist Amtssitz des gleichnamigen Amtes, dem weitere sieben Gemeinden angehören.

## Geografie
Niepars liegt etwa zehn Kilometer westlich von Stralsund und 56 km östlich von Rostock. Rund 10 km nördlich liegt der Grabow als Teil der Darß-Zingster Boddenkette. Der Süden der Gemeinde grenzt bei Obermützkow an das Flüsschen Barthe. Der Gemeinde gehören die Orte Buschenhagen, Duvendiek, Kummerow, Kummerow Heide, Lassentin, Martensdorf, Neu Bartelshagen, Neu Lassentin, Obermützkow, Wüstenhagen, Zansebuhr und Zühlendorf an.

## Geschichte
Niepars wurde erstmals 1282 urkundlich erwähnt. Der Ort wurde im Zuge der deutschen Ostkolonisation planmäßig angelegt. Gegründet wurde er durch das örtliche Zisterzienserkloster, von dem aber nur die Kirche erhalten blieb. 1944 hatte Niepars ca. 800 Einwohner. Nach dem Zweiten Weltkrieg nahm die Gemeinde etwa 1000 Umsiedler auf und wuchs damit drastisch.
Niepars war dann bis 1952 Teil des Landkreises Franzburg-Barth und gehörte danach bis 1994 zum Kreis Stralsund im Bezirk Rostock. Zum 26. Mai 2019 wurden Kummerow und Neu Bartelshagen eingemeindet.
1973 öffnete in Niepars eine neu erbaute Schule, die nach Clara Zetkin benannt wurde. Der Bildhauer Hans-Peter Jäger (* 1941) schuf an der Schule ein 3,30 × 7,90 m großes Beton-Relief mit dem Thema Clara Zetkin. Der Name der Schule wurde nach der deutschen Wiedervereinigung 1990 abgelegt; seit 1989 trägt sie den Namen Professor Gustav Pflugradt.
Obermützkow wurde als Unterteilung von Mützkow in Ober- und Untermützkow seit 1862 so benannt. Das Gut Mützkow war u. a. im Besitz der Stralsunder Adelsfamilie Mörder (15. Jahrhundert, 1730 erlosch die Familie), der Familien Göben (um 1746), von Schlagenteuffel (um 1770) und Helms (ab 1862). Das erhaltene Gutshaus stammt aus der Mitte des 19. Jahrhunderts. Ein barockes Tor von 1746 mit Göben-Wappen ist erhalten.

## Bevölkerung
| Jahr | Einwohner |
| ---- | --------- |
| 1990 | 1753      |
| 1995 | 2136      |
| 2000 | 2152      |
| 2005 | 2000      |
| 2010 | 1891      |
| 2015 | 1810      |

| Jahr | Einwohner |
| ---- | --------- |
| 2020 | 2492      |
| 2021 | 2532      |
| 2022 | 2511      |
| 2023 | 2508      |

 Stand: 31. Dezember des jeweiligen Jahres
Die Zunahme der Einwohnerzahl 2020 ist auf die Eingemeindung von Kummerow und Neu Bartelshagen im Jahr 2019 zurückzuführen.

## Politik

### Gemeindevertretung
Die Gemeindevertretung von Niepars besteht aus 12 Mitgliedern. Die Kommunalwahl am 9. Juni 2024 führte bei einer Wahlbeteiligung von 66,2 % zu folgendem Ergebnis:
| Partei / Wählergruppe                  | Stimmenanteil 2019 | Sitze 2019 |  | Stimmenanteil 2024 | Sitze 2024 |
| -------------------------------------- | ------------------ | ---------- |  | ------------------ | ---------- |
| Freie Wählergemeinschaft Niepars (FWG) | 54,0 %             | 9          |  | 44,2 %             | 5          |
| CDU                                    | 30,7 %             | 5          |  | 24,1 %             | 3          |
| AfD                                    | –                  | –          |  | 20,6 %             | 1          |
| SPD                                    | 02,2 %             | –          |  | 04,5 %             | 1          |
| Einzelbewerber Mike Badtke             | –                  | –          |  | 02,1 %             | –          |
| Die PARTEI                             | –                  | –          |  | 02,0 %             | –          |
| Einzelbewerberin Gloria Westphal       | –                  | –          |  | 01,6 %             | –          |
| Einzelbewerber Sven Wunderle           | –                  | –          |  | 00,9 %             | –          |
| Die Linke                              | 13,1 %             | 2          |  | –                  | –          |
| Insgesamt                              | 100 %              | 16         |  | 100 %              | 10         |

Bei der Wahl 2024 entfielen auf die AfD drei Sitze. Da sie nur einen Kandidaten aufgestellt hatte, bleiben in der Gemeindevertretung zwei Sitze unbesetzt.

### Bürgermeister
- 2009–2024: Bärbel Schilling (FWG)[8]
- seit 2024: Jeanette Kretschmer (FWG)

Schilling wurde in der Bürgermeisterwahl am 26. Mai 2019 mit 67,7 % der gültigen Stimmen wiedergewählt. Bei der Bürgermeisterwahl am 9. Juni 2024 wurde Kretschmer ohne Gegenkandidat mit 80,5 % der gültigen Stimmen zu ihrer Nachfolgerin gewählt. Ihre Amtsdauer beträgt fünf Jahre.

### Wappen
Das Wappen wurde am 2. März 2000 durch das Innenministerium genehmigt und unter der Nr. 205 der Wappenrolle von Mecklenburg-Vorpommern registriert.
Blasonierung: „In Blau mit den Stielen schräggekreuzt ein silbernes Eichenblatt und eine gestielte silberne Eichel, die Kreuzung überdeckt von einem silbernen Hammer, darüber zwischen zwei goldenen Ähren ein goldenes Schildchen, drin links oben ein grüner Halbkeil und rechts unten ein grüner steigender Halbkeil.“
Das Wappen wurde von dem Michael Zapfe aus Weimar gestaltet.

## Sehenswürdigkeiten und Kultur

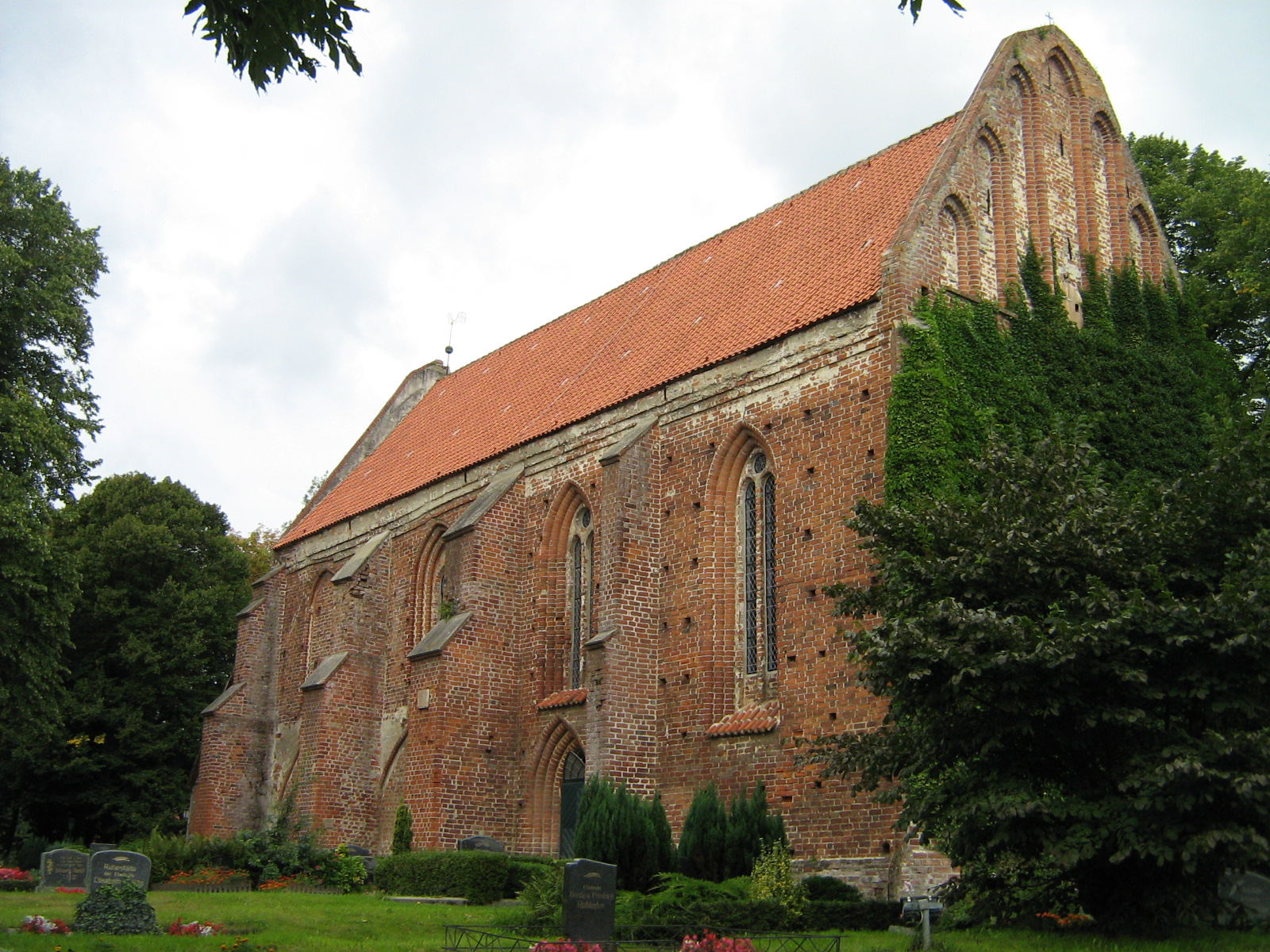
Dorfkirche Niepars

- Dorfkirche Niepars aus dem späten 13. Jahrhundert
- Agrar- und Technikmuseum in einem Speicher des Gutshofes Obermützkow (seit 1999)

In Ort gibt es den Filmclub Niepars mit regelmäßigem Kinoprogramm. Er wurde als Initiative des Freizeitvereins Obermützkow und des Landkinos 2015 gegründet.

## Infrastruktur

### Verkehr
Die Bahnstrecke Stralsund–Rostock mit der Station Martensdorf und die Bundesstraße 105 führen durch das Gemeindegebiet. Der Flughafen Barth ist etwa 20 km entfernt.

### Einrichtungen
- Prof.-Gustav-Pflugradt-Regionalschule in Niepars
- Gemeindebibliothek im Bücherturm in Niepars
- Verein Jugendhaus Storchennest in der Fachwerkscheune in Niepars; u. a. betreutes Wohnen für Jugendliche
- Reit- und Fahrverein Obermützkow mit neuer Reithalle
- Sportverein SV 93 Niepars[13]